# Recquignies
Recquignies is een gemeente in het Franse Noorderdepartement (Frans: département du Nord)  (regio Hauts-de-France). De plaats maakt deel uit van het arrondissement Avesnes-sur-Helpe. Recquignies telde op 1 januari 2022 2.379 inwoners.

## Geografie
De oppervlakte van Recquignies bedroeg op 1 januari 2022 6,17 vierkante kilometer; de bevolkingsdichtheid was toen 385,6 inwoners per km².

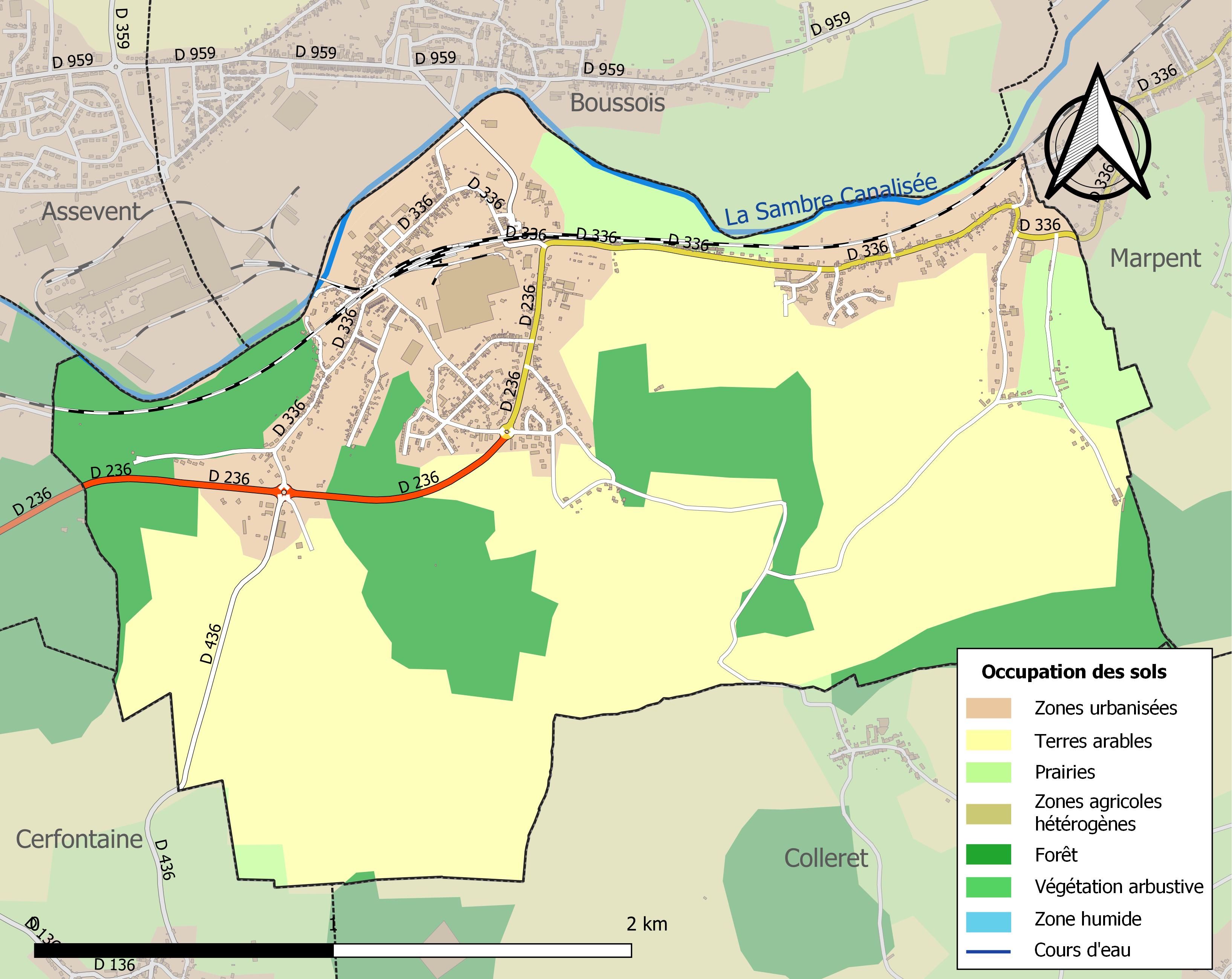
Kaart van de gemeente met belangrijkste infrastructuur, bodemgebruik en omliggende gemeenten

## Verkeer en vervoer
In de gemeente ligt spoorwegstation Recquignies.

## Demografie
Onderstaande figuur toont het verloop van het inwonertal (bron: INSEE-tellingen).